# ロイヤルアスコット開催
ロイヤルアスコット開催（英語: Royal Ascot Race Meeting）とは、6月第三週にイギリスのアスコット競馬場でイギリス王室が主催する競馬開催の事である。イギリスでは「ロイヤルミーティング」と呼ばれ、また日本では「ロイヤルアスコット」などと呼ぶ事が多い。アスコットにおける国王陛下名代が開催の監督を行う。

## 概要
1711年にアン女王がアスコット競馬場こそ競走馬が全速力で走るのに最も適した場所と定め、イギリス王室主催の競馬開催を行ったのが始まりである。
イギリスのウィンブルドン選手権やヘンリー・ロイヤル・レガッタ、ゴルフ全英オープンに並ぶ夏の大イベントとして、イギリス国内だけでなく世界中の競馬界と社交界の大イベントとされている。
例年開催中にはイギリス国王自らウィンザー城から馬車に乗って臨席し、レース表彰式では国王自ら優勝馬関係者に優勝トロフィーを贈呈する。
また、レース前の開会式には華やかなパレードが行われる事でもよく知られている。毎回、ウィンザー城からイギリスの国家元首が馬車で30分程度かけて競馬場に登場してレースを盛り上げる。このような王室の参加・ロイヤルエンクロージャーの立ち入りに関しては、宮内官のアスコットにおける国王陛下名代がこれを監督している。

## 開催の変遷
ロイヤルアスコット開催は、かつては4日間で行われていた。
2002年はエリザベス2世の即位50周年で、ロイヤルアスコット開催も記念開催として日程が5日間に拡大された。もともと、開催の延長は1年限りの予定だったが、2003年以降も同じように行われることになり、2015年現在も5日間の日程で行われている。
2005年にはアスコット競馬場の改修工事があり、ロイヤルアスコット開催史上初めて、別の競馬場で開催されることになった。エリザベス女王の承認の元、ノース・ヨークシャー州のヨーク郊外にあるヨーク競馬場で開催した。

## 観戦規約
ロイヤルアスコット開催の観戦にあたって、観戦客並びに報道陣は以下の規約（ドレスコードなど）を守る必要がある。
規約を守らない場合は主催者側から注意、ロイヤル・エンクロージャーでは退場の処置がされる。
競馬場のシルバーリングとメンバーズ・エンクロージャーと呼ばれるエリアは以下の規約を守る必要がある。
- カメラ撮影及び、カメラを手に持っての行動禁止（カバンに入れておけば可能）。
- メインスタンド前の観客席及びブックメーカー販売所（馬券販売所）は飲物の持込禁止。
- メインスタンドでは袖の無いシャツの着用は禁止。
- 携帯電話の使用禁止（メンバーズ・エンクロージャーのみ）。

競馬場のロイヤル・エンクロージャーと呼ばれるエリアに入るには、更に以下の規約を守る必要がある。
- 男性は、黒色又はグレーのモーニングとトップハット又は軍服の着用。
- 女性はフォーマルドレス&パンツスーツ（上下同じ素材）、衣服に合う頭が隠れる帽子の着用。
- イギリス以外からの観客限定で観客本人の国籍の民族衣装（日本では紋付羽織袴や振袖など）が可能。

また伝統行事のグランドスタンド・ロイヤル・ミーティングへの参加及びプライベートボックスに入場するには以下を守る必要がある。
- 男性はジャケットかスーツ（ネクタイ必須）の着用。
- 女性はフォーマルドレス・パンツスーツ（頭の隠れる帽子必須）の着用。

## 施行するグループ競走（2025年）
以下の内容は、ascot.comの情報に基づく。

### 初日（火曜日）
| 施行    | 競走名                           | 競走格 | 出走条件      | 施行コース | 賞金総額 |
| ------- | -------------------------------- | ------ | ------------- | ---------- | -------- |
| 第1競走 | クイーンアンステークス           | G1     | 4歳以上       | 芝直線8f   | £600,000 |
| 第2競走 | コヴェントリーステークス         | G2     | 2歳           | 芝直線6f   | £150,000 |
| 第3競走 | キングチャールズ3世ステークス    | G1     | 3歳以上       | 芝直線5f   | £500,000 |
| 第4競走 | セントジェームズパレスステークス | G1     | 3歳牡馬       | 芝7f213y   | £500,000 |
| 第5競走 | アスコットステークス             | C2     | 4歳以上ハンデ | 芝19f210y  | £100,000 |
| 第6競走 | ウルファートンステークス         | LR     | 4歳以上       | 芝9f212y   | £110,000 |
| 第7競走 | コッパーホースステークス         | C2     | 4歳以上ハンデ | 芝14f34y   | £100,00  |

### 2日目（水曜日）
| 施行    | 競走名                             | 競走格 | 出走条件          | 施行コース | 賞金総額   |
| ------- | ---------------------------------- | ------ | ----------------- | ---------- | ---------- |
| 第1競走 | クイーンメアリーステークス         | G2     | 2歳牝馬           | 芝直線5f   | £115,000   |
| 第2競走 | クイーンズヴェース                 | G2     | 3歳               | 芝14f34y   | £262,500   |
| 第3競走 | デュークオブケンブリッジステークス | G2     | 4歳以上牝馬       | 芝7f213y   | £175,000   |
| 第4競走 | プリンスオブウェールズステークス   | G1     | 4歳以上           | 芝9f212y   | £1,000,000 |
| 第5競走 | ロイヤルハントカップ               | C2     | 4歳以上ハンデ     | 芝直線8f   | £175,000   |
| 第6競走 | ケンジントンパレスステークス       | C2     | 4歳以上牝馬ハンデ | 芝直線8f   | £100,000   |
| 第7競走 | ウィンザーカッスルステークス       | LR     | 2歳               | 芝直線5f   | £100,000   |

### 3日目（木曜日）
| 施行    | 競走名                       | 競走格 | 出走条件            | 施行コース | 賞金総額 |
| ------- | ---------------------------- | ------ | ------------------- | ---------- | -------- |
| 第1競走 | ノーフォークステークス       | G2     | 2歳                 | 芝直線5f   | £110,000 |
| 第2競走 | キングジョージ5世ステークス  | C2     | 3歳ハンデ           | 芝11f211y  | £100,000 |
| 第3競走 | リブルスデールステークス     | G2     | 3歳牝馬             | 芝11f211y  | £200,000 |
| 第4競走 | ゴールドカップ               | G1     | 4歳以上             | 芝19f210y  | £500,000 |
| 第5競走 | ブリタニアステークス         | C2     | 3歳牡馬・騸馬ハンデ | 芝直線8f   | £120,000 |
| 第6競走 | ハンプトンコートステークス   | G3     | 3歳                 | 芝9f212y   | £100,000 |
| 第7競走 | バッキンガムパレスステークス | C2     | 3歳以上ハンデ       | 芝直線7f   | £100,000 |

### 4日目（金曜日）
| 施行    | 競走名                                   | 競走格 | 出走条件      | 施行コース | 賞金総額 |
| ------- | ---------------------------------------- | ------ | ------------- | ---------- | -------- |
| 第1競走 | アルバニーステークス                     | G3     | 2歳牝馬       | 芝直線6f   | £100,000 |
| 第2競走 | コモンウェルスカップ                     | G1     | 3歳           | 芝直線6f   | £500,000 |
| 第3競走 | コロネーションステークス                 | G1     | 3歳牝馬       | 芝7f213y   | £500,000 |
| 第4競走 | デュークオブエディンバラステークス       | C2     | 3歳ハンデ     | 芝11f211y  | £100,000 |
| 第5競走 | サンドリンガムステークス                 | C2     | 3歳牝馬ハンデ | 芝直線8f   | £100,000 |
| 第6競走 | キングエドワード7世ステークス            | G2     | 3歳牡馬・騸馬 | 芝11f211y  | £225,000 |
| 第7競走 | パレスオブホーリールードハウスステークス | C2     | 3歳ハンデ     | 芝直線5f   | £100,000 |

### 最終日（土曜日）
| 施行    | 競走名                                    | 競走格 | 出走条件      | 施行コース | 賞金総額   |
| ------- | ----------------------------------------- | ------ | ------------- | ---------- | ---------- |
| 第1競走 | チェシャムステークス                      | LR     | 4歳以上ハンデ | 芝直線7f   | £100,000   |
| 第2競走 | ハードウィックステークス                  | G2     | 4歳以上       | 芝11f211y  | £225,000   |
| 第3競走 | クイーンエリザベス2世ジュビリーステークス | G1     | 4歳以上       | 芝直線6f   | £1,000,000 |
| 第4競走 | ジャージーステークス                      | G3     | 3歳           | 芝直線7f   | £110,000   |
| 第5競走 | ウォッキンガムステークス                  | C2     | 3歳以上ハンデ | 芝直線6f   | £175,000   |
| 第6競走 | ゴールデンゲーツステークス                | C2     | 3歳ハンデ     | 芝9f212y   | £100,000   |
| 第7競走 | クイーンアレクサンドラステークス          | C2     | 4歳以上       | 芝21f143y  | £100,000   |

## 世界的な競馬イベント同日複数重賞競走
- ペガサスワールドカップデー - アメリカにおいてペガサスワールドカップを含む1日で7つの重賞競走を実施。時期は1月下旬。
- サウジカップデー - サウジアラビアにおいてサウジカップを含む1日で6つの重賞競走を実施。時期は2月下旬。
- ドバイワールドカップミーティング - ドバイにおいてドバイワールドカップを含む1日で5つのG1競走を実施。時期は3月最終土曜日。
- 香港チャンピオンズデー - 香港においてクイーンエリザベス2世カップを含む1日で3つのG1競走を実施。時期は4月最終日曜日。
- アイリッシュチャンピオンズフェスティバル - アイルランドにおいてアイリッシュチャンピオンステークスを含む2日間で10の重賞競走を実施。時期は9月上旬。
- 凱旋門賞ウィークエンド - フランスにおいて凱旋門賞を含む2日間で8つのG1競走を実施。時期は10月の第1日曜日とその前日の土曜日。
- ブリティッシュ・チャンピオンズデー - イギリスにおいてチャンピオンステークスを含む1日で5つの重賞競走を実施。時期は10月下旬。
- フューチャー・チャンピオンズデー - イギリスにおいて上記のブリティッシュ・チャンピオンズデーから派生する形で2歳戦を主として、2日で9つの重賞競走を実施。開催時期は10月第2週。
- ブリーダーズカップ - アメリカにおいてブリーダーズカップ・クラシックを含む2日間で14のG1競走を実施。時期は10月下旬 - 11月上旬。
- ジャパンブリーディングファームズカップ - 日本においてJBCクラシックを含む3つのJpn1競走を1日で実施。時期は主に11月3日、またはその付近。
- 香港国際競走 - 香港において香港カップを含む1日で4つのG1競走を実施。時期は12月第2日曜。